# Štarnov
Štarnov és una localitat del districte d'Olomouc a la República Txeca, amb una població calculada a principis de l'any 2018 de 755 habitants.
Es troba al centre de la regió, a la part oriental de les muntanyes Sudets, a poca distància de la riba del riu Morava —un afluent esquerre del Danubi— i de la frontera amb la regió de Moràvia-Silèsia.